# 印加燕鸥
印加燕鸥（学名：Larosterna inca），是鸻形目鸥科的一种鸟类。

## 特征
印加燕鸥体重约219克，翼长约27.72厘米，喙宽度约4.8毫米，喙厚度约10.1毫米，嘴峰长约48.8毫米，跗蹠长约23.4毫米，尾长约132.8毫米。
印加燕鸥具有部分的迁徙性，栖息在海洋，它们是食肉动物，主要以鱼类、甲壳动物、软体动物等水生动物为食。它们分布在秘鲁、智利和厄瓜多尔附近的岛屿。